# Kuschelnester
Kuschelnester ist eine tschechische Tragikomödie aus dem Jahr 1999. Der Film, der während des Prager Frühlings spielt, ist eine Literaturverfilmung des Romans Hovno hoří (Die Scheiße brennt) von Petr Šabach. Der Name des Filmes kommt von einem Kuschelnest im Schrank, wo sich Jindřiška vor ihrem cholerischen Vater und Problemen der Pubertät zu verstecken pflegt.

## Handlung
Familie Kraus und Familie Šebek leben 1967 in einer Prager Villa. Während der Familienvater der Familie Šebek ein überzeugter Kommunist ist und glaubt, dass die überlegene kommunistische Technologie bald den imperialistischen Kapitalismus besiegen wird, ist Familienvater Jindřich Kraus ein Kriegsveteran und überzeugter Demokrat, der glaubt, dass es mit dem Kommunismus bald sein Ende haben wird. So zerstritten und politisiert die beiden Väter einander auch sind (die beiden Mütter nehmen die Politik weniger ernst), haben die beiden Kinder kein Interesse an der Politik. Michal ist gar heimlich in Jindřiška Krausová verliebt. Die beiden Familien versuchen sich zu versöhnen, sobald Herr Kraus und die Schwester von Frau Šebek (resp. Šebková) nach dem Tod von Frau Krausová kurz vor dem Einmarsch der Sowjets zur Niederschlagung des Prager Frühlings heiraten. 

## Kritik
„Die Tragikomödie fokussiert die geschichtliche Entwicklung in der Tschechoslowakei Ende der 1960er-Jahre auf die gesellschaftlichen Spannungen im Land. Anhand des Schicksals und der Alltagserlebnisse der Familienmitglieder macht er sinnfällig, dass apolitische Kuschelnester nur Wolkenkuckucksheime sein können.“

## Hintergrund
Der Film hatte seine Weltpremiere mit seinem tschechischen Kinostart am 8. April 1999. In Deutschland wurde der Film zum ersten Mal am 24. Januar 2004 im Bayerischen Fernsehen ausgestrahlt.
Bei der Verleihung des tschechischen Filmpreises Böhmischer Löwe 2000 wurde Kuschelnester in acht Kategorien nominiert, wobei Jiří Kodet als Bester Hauptdarsteller und Aleš Najbrt für das Beste Filmposter ausgezeichnet wurde.
Auf dem Filmplakat ist ein Plastiklöffel abgebildet. Er spielt auf eine berühmt gewordene Szene an, in der Šebek einen Plastiklöffel aus DDR-Produktion vorführt, der sich nach dem Eintauchen in Kaffee verformt.